# Tamara figlia della steppa
Tamara figlia della steppa (Days of Glory) è un film del 1944 diretto da Jacques Tourneur che segna il debutto cinematografico di Gregory Peck.
È un film di propaganda filosovietico atto a mettere in buona luce gli alleati russi nel pieno del conflitto bellico mondiale, sulla linea di analoghe pellicole prodotte in quegli stessi anni negli Stati Uniti:  Mission to Moscow (1943), Three Russian Girls (1943), The Boy from Stalingrad (1943), Fuoco a oriente (The North Star, 1943), Song of Russia (1944) e Counter-Attack (1945). Nel dopoguerra, nel mutato clima della guerra fredda, queste pellicole divennero fonte di non poco imbarazzo, per essere quindi  "riscoperte" solo in tempi recenti.

## Trama
Nella gelida campagna russa dei primi anni Quaranta, un gruppo di partigiani sovietici opera dietro le linee tedesche sotto la guida del risoluto Vladimir. La loro lotta quotidiana contro l’invasore è scossa dall’arrivo inaspettato di Nina, una ballerina sperdutasi perché rimasta separata dalla sua compagnia artistica che  intratteneva le truppe russe al fronte. In un mondo dominato dalla guerra e dalla sopravvivenza, Nina appare inizialmente fuori luogo: ammette apertamente di non saper maneggiare un’arma, né cucinare, né cucire o pulire. Vladimir la guarda con scetticismo, dubitando che possa contribuire in alcun modo alla causa. Il destino della giovane cambia drasticamente quando, durante la notte, sventa la fuga di un soldato tedesco prigioniero, guadagnandosi il rispetto dei suoi nuovi compagni. Più tardi, Vladimir decide di coinvolgerla in un’operazione di sabotaggio a un treno carico di munizioni nemico. L'azione riesce, e l’esperienza avvicina Nina a Vladimir, anche se lei fatica a comprendere la durezza del suo comandante. L’uomo le rivela di aver dovuto distruggere la centrale elettrica che aveva progettato da ingegnere, per non lasciarla al nemico. Il crescente legame tra i due inizia però a creare tensioni all’interno del gruppo. Quando Vladimir deve inviare un messaggio cifrato al comando sovietico, affida l’incarico alla combattente esperta Yelena, ritenendola una donna meno sospetta. Ma quando il cavallo di Yelena torna insanguinato, Nina si offre volontaria per proseguire la missione, accompagnata dal giovane Mitya. I due raggiungono il quartier generale e ottengono una risposta in codice: "La neve cadrà domani", annuncio dell’imminente controffensiva russa. Tornata al nascondiglio, Nina riceve l’ordine di portare in salvo Olga, sorella di Mitya, mentre il gruppo si prepara alla battaglia finale. I compagni cadono uno dopo l’altro ma Nina ritorna accanto a Vladimir. Insieme, si preparano a resistere fino alla fine, suggellando il loro impegno con il giuramento da partigiano.

## Produzione
Il film fu prodotto dalla RKO Radio Pictures con il titolo di lavorazione Revenge. Le riprese durarono dall'inizio di luglio a metà settembre 1943

## Distribuzione
Presentato in prima mondiale in Pennsylvania l'8 giugno 1943, il film fu distribuito dalla RKO Radio Pictures uscendo nelle sale cinematografiche USA il 16 giugno 1944.
In Italia arrivò a guerra ultimata, nel 1948.